# ترویان (بلغارستان)
ترویان (به لاتین: Troyan) یک منطقهٔ مسکونی در بلغارستان است که در شهرستان ترویان واقع شده‌است. ترویان ۶۰٫۲۴۳ کیلومتر مربع مساحت و ۲۱٬۹۹۷ نفر جمعیت دارد و ۳۸۰ متر بالاتر از سطح دریا واقع شده‌است.

## خواهرخوانده
شهر فورلی خواهرخواندهٔ ترویان، بلغارستان هست.